# III. Paszebahaenniut
III. Paszebahaenniut (görögösen Pszuszennész) ókori egyiptomi pap; Ámon thébai főpapja volt i. e. 976–943 között, a XXI. dinasztia uralkodásának végén. Keveset tudni róla; feltételezések szerint azonos II. Paszebahaenniut fáraóval. Egy Juput nevű pap követte a főpapi székben.
Neve egy, a Dejr el-Bahari-i rejtekhelyről előkerült dokumentumon fordul elő, ezen II. Pinedzsem főpap fiának nevezik. Ez valószínűvé teszi, hogy azonos II. Paszebahaenniuttal, mert Pinedzsem az előtte uralkodó Sziamon tizedik uralkodási évében halt meg.